# Jagd auf Menschen
Jagd auf Menschen ist ein deutscher Action-Stummfilm aus dem Jahre 1926 von Nunzio Malasomma mit dessen Landsmann Carlo Aldini, der hier auch als Produzent in Erscheinung trat, in der Hauptrolle.

## Handlung
Der Millionär Stevens ist ein ziemlich skrupelloser Zeitgenosse. Er hat die Nase voll von seiner Ehefrau Elja und sucht daher mit Krampf nach einem Scheidungsgrund. Die ungeliebte Gattin erkennt bald, dass ihr Ehemann keinen Pfifferling wert ist und willigt ein, sich von ihm zu trennen. Edelmütig wie sie ist, nimmt sie sogar die Schuld für eine Scheidung auf sich. Nur auf beider Kind möchte sie nicht verzichten. Daher flieht sie. Stevens beauftragt daraufhin den Tausendsassa und Privatdetektiv Frank Holmar mit der Suche nach dem Kind. Stevens möchte, dass er es der Mutter entreißt und zu ihm bringt. 
In der Verkleidung eines Chauffeurs erlangt Holmar Zugang zu Elja. Doch bald muss er erkennen, dass sein Auftraggeber ein ziemlich schlechter Mensch zu sein scheint, und Frank besinnt sich eines besseren. Anstatt das Kind zu rauben, wird er nun zu dessen Beschützer, koste es was es wolle. Stevens hat in der Zwischenzeit weitere Männer auf dessen Spur gehetzt, die Frank mit einiger Mühe und reichlich Tricks abzuschütteln weiß. Mit seinen Heldentaten zum Wohl des Kindes kann der Privatdetektiv schließlich auch das Herz der Mutter für sich gewinnen.

## Produktionsnotizen
Jagd auf Menschen entstand zwischen Juni und August 1926, passierte die Filmzensur am 25. August desselben Jahres und wurde zwei Tage darauf in Berlins Alhambra am Kurfürstendamm uraufgeführt. Der für die Jugend freigegebene Sechsakter besaß eine Länge von 2121 Meter. 
Die Filmbauten gestaltete Max Heilbronner. Die Aufnahmeleitung übernahm Helmuth Schreiber.

## Kritik
Im Kino-Journal hieß es knapp: “Carlo Aldini hat hier  reichlich Gelegenheit, seine Gewandtheit und Meisterschaft im Ueberwinden aller Schwierigkeiten zu zeigen.”